# Хоштария, Акакий Мефодьевич
Акакий Мефодьевич Хоштария (груз. აკაკი მეთოდეს ძე ხოშტარია; 1873—1932) — российский предприниматель и меценат грузинского происхождения.

## Биография
Родился в незнатной грузинской дворянской семье, азнаури.
Изучал агрономические науки в Петербурге, затем вёл предпринимательскую и финансовую деятельность на Кавказе, владел несколькими активами в Тифлисе. Его особенно интересовали нефтяные месторождения в Азербайджане и Северном Иране. Миллионер.
Спонсировал культурные учреждения в Грузии и предоставлял стипендии для обучения грузинских студентов за рубежом. 
Внёс значительный средства на Грузинский университет (ныне — ТГУ) и театр (50 тысяч рублей)
После смерти Д. З. Сараджишвили, выкупил его особняк в Тбилиси, в нём он принимал в 1914 году Российского императора Николая II. Ныне в этом здании Дом писателей Грузии.
В первые два десятилетия XX века вёл активную предпринимательскую деятельность в Персии, где получил богатейшие концессии на добычу нефти в течение 25 лет (с 1916 года), заготовку леса и постройку железной дороги Решт — Энзели, владел также лесопильным заводом. При этом его юрисконсультом и ближайшим помощником был большевик Буду Мдивани
Во время революции 1917 года в России был близок к национал-революционным кругам в Грузии и помогал правительству Демократической Республики Грузия. После падения республики в 1921 году эмигрировал в Париж, где и умер в 1932 году. Похоронен на кладбище Пер-Лашез.
Жена Хоштарии Минадора (урождённая Туркия, 1881—1924) похоронена на Русском православном кладбище Дулаба в Тегеране. Мавзолей для неё, заказанный Хоштарией, выстроенный в традициях средневековой грузинской церковной архитектуры, является единственным грузинским христианским памятником в Иране. Их дочь, Минадора-младшая (1918—1985), вышла замуж в Париже в 1942 году за Михаила Багратион-Мухранского, грузинского эмигранта и отпрыска последних князей Мухрани.